# Flugzeugkollision bei Bremerhaven (1987)
Bei einem Luftkampfausbildungsflug kollidierten am 24. März 1987 zwei McDonnell F-4F Phantom der Luftwaffe über der Ortschaft Langen nördlich von Bremerhaven. Beide Flugzeuge stürzten auf landwirtschaftlich genutztes Gelände. Bei dem Unfall wurde die Besatzung eines der beiden Flugzeuge tödlich verletzt.

## Verlauf
Zwei Phantom-Jagdflugzeuge des Jagdgeschwaders 71 „Richthofen“ starteten am Vormittag des 24. März 1987 auf dem Militärflugplatz Wittmundhafen zu einem Ausbildungsflug in die TRA 201 Süd (TRA: englisch Temporary Reserved Airspace). Dieses Flugbeschränkungsgebiet ist ein gesperrter militärischer Übungsluftraum, der sich in mittlerer Höhe zwischen den Flugflächen 80 und 240 über der ostfriesischen Halbinsel und der küstennahen Nordsee bis an die Elbe erstreckt. Der Flugauftrag sah eine Ausbildung im Luftkampf zwischen zwei Jagdflugzeugen vor. Bei einem der Luftkampfmanöver ereignete sich die Kollision. Beide Luftfahrzeuge wurden dabei so schwer beschädigt, dass sie nicht mehr flugfähig waren.
Die Besatzung eines Luftfahrzeuges konnte sich mit den Schleudersitzen retten, die andere Besatzung erlitt bei der Kollision tödliche Verletzungen. Beide Luftfahrzeuge stürzten auf freies Feld unweit der Ortschaft Langen wenige Kilometer nördlich von Bremerhaven.
Da sich in der Region zwei Jahre zuvor schon ein Unfall bei der Luftkampfausbildung der Luftwaffe ereignet hatte, bei dem mehrere Menschen und zivile Infrastruktur am Boden Schaden nahmen, entfachte dieser erneute Unfall eine politische Debatte über Notwendigkeit und Gefahren des militärischen Flugbetriebes über bewohntem Gebiet.